# Interstate 30

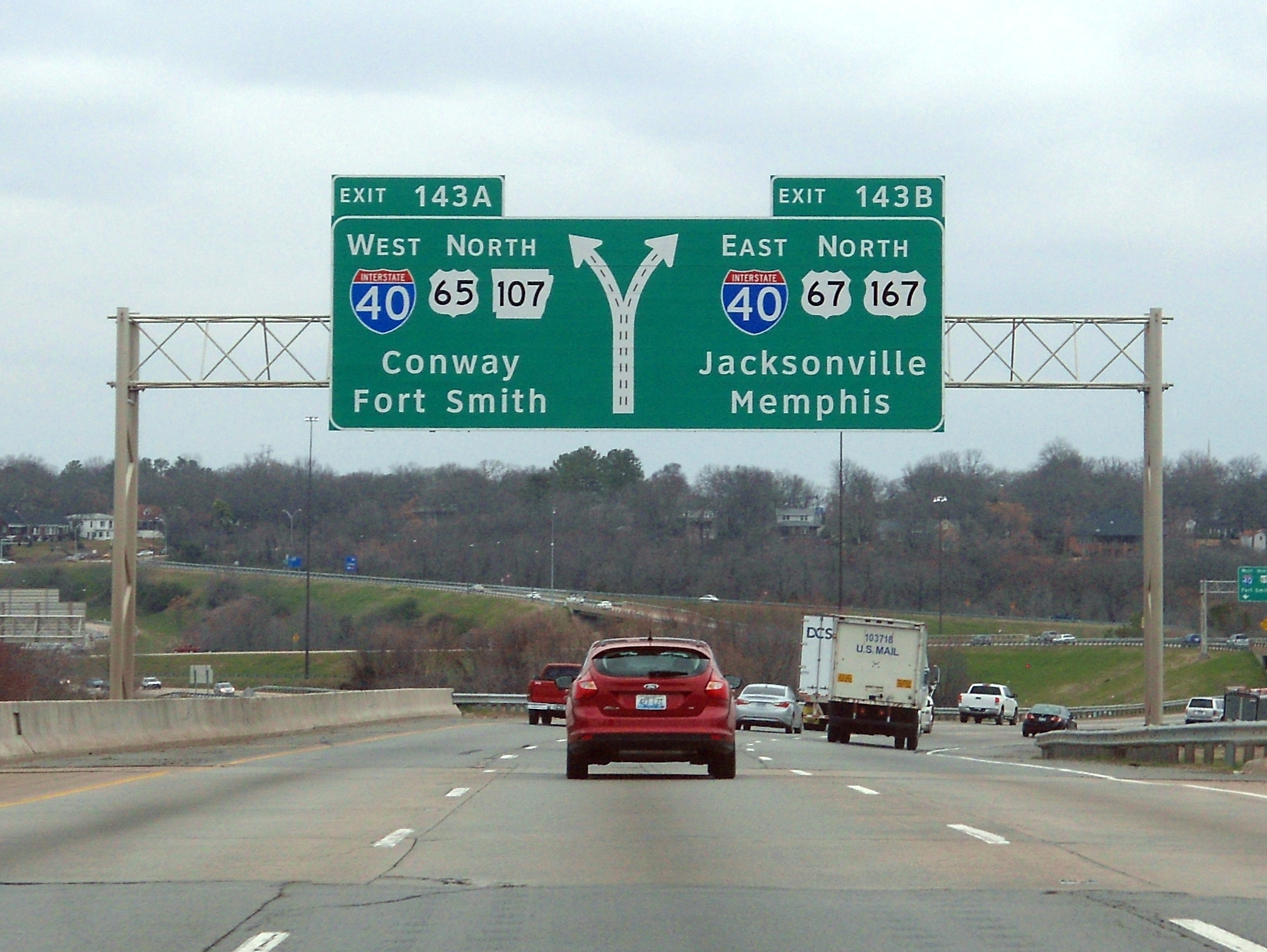
Węzeł z I40 w Little Rock

Interstate 30 – autostrada międzystanowa w USA. Prowadzi z Fort Worth do Little Rock. Przebiega przez Teksas i Arkansas. Jej długość to 366,76 mili (590,12 km).

## Przebieg

### Teksas
- Fort Worth
- Dallas
- Greenville
- Sulphur Springs
- Mount Pleasant
- Texarkana

### Arkansas
- Texarkana
- Hope
- Arkadelphia
- Malvern
- Benton
- Little Rock